# Hetrodes
Hetrodes is een geslacht van rechtvleugeligen uit de familie sabelsprinkhanen (Tettigoniidae). De wetenschappelijke naam van dit geslacht is voor het eerst geldig gepubliceerd in 1833 door Fischer von Waldheim.

## Soorten
Het geslacht Hetrodes  is monotypisch en omvat slechts de volgende soort:
- Hetrodes pupus (Linnaeus, 1758)